# Esmirna

Mapa com a posição de Esmirna e de outras cidades do Império Lídio

Esmirna (em turco: İzmir; em grego: Σμύρνη; romaniz.: Smýrni; também conhecida noutras línguas como Smyrna e Smirne) é uma cidade do sudoeste da Turquia situada na região do Egeu. É capital da área metropolitana (büyükşehir belediyesi) e da província homónima. A cidade tem 1 517 km² de área e em dezembro de 2021 tinha 3 152 584 habitantes (densidade: 2 078,2 hab./km²), o que faz dela a terceira maior cidade da Turquia, a seguir a Istambul e Ancara. A altitude média da cidade é 30 metros. 

## Mitologia
De acordo com Estrabão, Esmirna era o nome antigo de Éfeso, e o nome deriva de uma amazona que conquistou Éfeso. Porém, outros autores mencionam Esmirna como a mãe de Adônis: sua mãe teria dito que ela era mais bela que Afrodite e a deusa a amaldiçoou, fazendo com que ela se apaixonasse pelo próprio pai; desta união nasceu Adónis. Segundo William Smith, o nome da cidade deriva da mãe de Adônis, mas omite a história sobre o incesto entre Esmirna e seu pai.

## História
A cidade de cinco mil anos é uma das cidades mais antigas da bacia de Mediterrâneo. A cidade original foi estabelecida por volta do 3,º milênio a.C., quando compartilhou com Troia a cultura mais importante da Anatólia. Por volta de 1 500 a.C. tinha caído na influência do Império Hitita da Anatólia Central.
De acordo com historiadores e mitógrafos gregos, as cidades da costa asiática do mar Egeu, Mirina, Cime, Esmirna e Éfeso, haviam sido conquistadas pelas amazonas; Archibald Sayce interpreta este mito como se estas amazonas fossem as sacerdotisas das deusas asiáticas, cujo culto se espalhou a partir de Carquemis com as conquistas hititas.
Segundo o historiador grego Heródoto, a cidade foi primeiro estabelecida pelos eólios, mas foi logo depois tomada pelos jônios, que a tornaram um dos maiores centros culturais e comerciais do mundo na época. No 1,º milênio a.C., Esmirna era uma das cidades mais importantes da Liga Jônia. Acredita-se que Homero lá residiu durante este período.[carece de fontes?]
A conquista da cidade pelos lídios por volta de 600 a.C. trouxe fim a este período. Esmirna permaneceu como pouco mais que uma aldeia da Lídia e depois caiu sob o domínio persa. Antes do século IV a.C., uma nova cidade foi construída nas encostas do monte Pagos (Kadifekale), durante o reino de Alexandre, o Grande. O período romano de Esmirna, que começa antes do século I a.C., foi a sua segunda grande era. Esmirna ficou depois conhecida como uma das Sete Igrejas da Ásia, à qual o Livro da Revelação (Apocalipse) foi enviado pelo apóstolo João. Também é local de destino da Epístola aos Esmirniotas, de Santo Inácio de Antioquia. O domínio bizantino chegou no século IV d.C. e durou até à conquista seljúcida no século XI.
Em 1415, sob o poder do sultão Maomé I, o Cavalheiro, Esmirna tornou-se parte do Império Otomano. A cidade ficou conhecida como um dos portos mais importantes do mundo entre os séculos XVII e XIX, quando os comerciantes de várias origens (especialmente Franceses, Italianos, Neerlandeses, armênios, judeus e gregos) transformaram a cidade em um centro de comércio cosmopolita. Durante este período, a cidade foi famosa pela sua própria marca da música (Smyrneika) bem como pela sua larga variedade de produtos que exportou para a Europa (passas de Esmirna, figos secos, tapetes, etc.).

## Esmirna e a Guerra Fria no século XX
Entre 1961 e 1963, foram instalados em uma base militar em Çiğli. perto de Esmirna, quinze mísseis balísticos móveis de médio alcance (IRBM) Jupiter dos Estados Unidos. Os mísseis foram espalhados entre cinco sítios de lançamento nas montanhas perto de Esmirna. A Força Aérea Turca veio depois a controlar os mísseis, mas o pessoal de Força Aérea dos Estados Unidos manteve o controle do armamento das ogivas nucleares. A consequência dessa instalação de mísseis na Turquia foi a crise dos mísseis de Cuba, um dos mais críticos eventos da Guerra Fria, em outubro de 1962. Como a parte do acordo da crise, eles foram retirados em abril de 1963. As posições exatas dos cinco sítios, com três mísseis cada um, são ainda secretas, mais de quarenta anos depois.

## Esmirna hoje
A cidade era conhecida até ao princípio do século XX por ser uma das cidades mais cosmopolitas no mundo, com uma grande população de gregos e armênios.[carece de fontes?] Com 2 500 pessoas, a comunidade judia de Esmirna é a segunda maior da Turquia, a seguir à de Istambul. Depois da guerra de independência turca a população grega foi mudada para a Grécia. A população atual é predominantemente turca.
Esmirna é muitas vezes chamada a "pérola do Egeu". É considerada a cidade mais ocidentalizada da Turquia quanto a valores, ideologia, estilo de vida e papéis de gênero.[parcial?] 

## Personalidades
- Giórgos Seféris (1900-1971), prémio Nobel da Literatura de 1963